# Brigitte Bako
Brigitte Bako (* 15. Mai 1967 in Montreal, Québec) ist eine kanadische Schauspielerin und Synchronsprecherin. 

## Leben und Karriere
Brigitte Bako ist Tochter der Holocaust-Überlebenden Charlotte Valentine aus Prešov und des aus Hlohovec stammenden David Bako (1913–2005).
Ab 1989 war Bako als Schauspielerin für Film und Fernsehen tätig. So spielte sie 1995 die Iris im Film Strange Days. In verschiedenen Fernsehserien hatte sie Episodenrollen in Fernsehserien wie Equal Justice, Secret Agent Man oder Law & Order. Als Synchronsprecherin wirkte sie in den Zeichentrickserien Gargoyles – Auf den Schwingen der Gerechtigkeit als Angela und Godzilla – Die Serie als Monique DuPre jeweils aus Sprecherin einer Hauptfigur.
Bako schrieb und produzierte die kanadischen Comedyserie G-Spot in der sie auch als Darstellerin als Gigi zu sehen war. Zudem produzierte sie den Kurzfilm David and Goliath (2010) über ihren Vater mit Billy Burke in der Hauptrolle.
Nach 2010 war sie nicht mehr in der Branche tätig.

## Filmografie (Auswahl)
- 1989: New Yorker Geschichten (New York Stories)
- 1991: Equal Justice (Fernsehserie, Folge 2x03)
- 1991: Selbstjustiz – Ein Cop zwischen Liebe und Gesetz (One Good Cop)
- 1992: Wilde Orchidee 3 (Red Shoe Diaries, Fernsehfilm)
- 1993: Harter Mann in Uniform (I Love a Man in Uniform)
- 1994: Heiße Nächte im Paradies (Dark Tide)
- 1994: Replikator
- 1995: Strange Days
- 1995–1996: Gargoyles – Auf den Schwingen der Gerechtigkeit (Gargoyles, Fernsehserie, 38 Folgen, Stimme)
- 1997: Teuflischer Irrtum (Double Trouble)
- 1998–2001: Godzilla – Die Serie (Godzilla: The Series, Fernsehserie, 39 Folgen, Stimme)
- 2000: Secret Agent Man (Fernsehserie, Folge 1x10)
- 2000: Primary Suspect – Unter falschem Verdacht (Primary Suspect)
- 2001–2002: The Mind of the Married Man (Fernsehserie, 5 Folgen)
- 2002: Saint Monica
- 2004: Law & Order (Fernsehserie, Folge 14x11)
- 2005: Who's the Top? (Kurzfilm)
- 2005–2009: G-Spot (Fernsehserie, 24 Folgen)
- 2007: Californication (Fernsehserie, Folge 1x09)